# HMS Scythian (P237)
Le HMS Scythian (Pennant number : P237) est un sous-marin britannique de classe S du troisième lot, construit pour la Royal Navy pendant la Seconde Guerre mondiale. Il faisait partie des unités construites entre 1941 et 1944 par les Britanniques pour des opérations offensives. Il a survécu à la guerre et a été vendu à la ferraille en 1960.

## Conception

Schéma d'un sous-marin de classe S

Les sous-marins de la classe S ont été conçus pour patrouiller dans les eaux resserrées de la mer du Nord et de la mer Méditerranée. Les 17 derniers navires du troisième lot étaient considérablement modifiés par rapport aux bateaux précédents. Ils avaient une coque plus solide, transportaient plus de carburant, et leur armement était modernisé.
Ces sous-marins avaient une longueur hors tout de 66,1 mètres, une largeur de 7,2 m et un tirant d'eau de 4,3 m. Leur déplacement était de 879 tonnes en surface et 1 006 tonnes en immersion. Ils avaient un équipage de 48 officiers et matelots. Ils pouvaient plonger jusqu'à la profondeur de 106,7 m. 
Pour la navigation en surface, ces navires étaient propulsés par deux moteurs Diesel de 950 ch (708 kW), chacun entraînant un arbre et une hélice distincte. En immersion, les hélices étaient entraînées par un moteur électrique de 650 ch (485 kW). Ils pouvaient atteindre 14,75 nœuds (27,32 km/h) en surface et 9 nœuds (17 km/h) en plongée. Ces sous-marins avaient une autonomie en surface de 7500 milles marins (13 900 km) à 10 nœuds (19 km/h), et en plongée de 120 milles (220 km) à 3 nœuds (5,6 km/h).
Le Scythian était armé de six tubes lance-torpilles de 21 pouces (533 mm) à la proue et un à la poupe. Il transportait six torpilles de recharge, pour un total de treize torpilles. Douze mines pouvaient être transportées à la place des torpilles stockées à l’intérieur. Il était également armés d'un canon de pont de de 4 pouces (102 mm) et d'un canon anti-aérien de 20 mm Oerlikon.

## Engagements
Le HMS Scythian a été construit par le chantier naval Scotts, à Greenock, une ville située sur le fleuve Clyde en Écosse. Il est lancé le 14 avril 1944. Il fut le premier (et jusqu’à présent, le seul) navire de la Royal Navy à porter ce nom, d'après le peuple des Scythes qui vivait en Asie centrale durant l'Antiquité. Construit alors que la Seconde Guerre mondiale tirait à sa fin, il n’a pas vu beaucoup d’action. Il a passé la période de mars à mai 1945 en Extrême-Orient. Il a réussi à couler neuf voiliers japonais, et un petit navire japonais non identifié. 
Avec ses sister-ships HMS Scorcher et HMS Sirdar, le HMS Scythian a participé à la recherche du HMS Affray (P421), disparu en 1951. Le HMS Scythian a été vendu aux enchères, et il est arrive à Charlestown (Fife) le 8 août 1960 pour démolition.